# Winthemia candida
Winthemia candida là một loài ruồi trong họ Tachinidae.